# Campeonato Nacional de Atletismo de Paraguay de 2015
El Campeonato de la Victoria o el Torneo de la Victoria de 2015 fue disputado en la Secretaría Nacional de Deportes en la ciudad de Asunción, organizado por la Federación Paraguaya de Atletismo. Fue la edición número 65.
La competición sirve como el Campeonato Nacional de Atletismo en pista y campo para la República del Paraguay, siendo el campeonato nacional de atletismo más importante de dicho país.
Paraguay Marathon Club se consagró del campeonato, donde logró una puntuación de 139. Larson Giovanni Díaz Martínez y María Caballero fueron los mejores atletas del campeonato.

## Resultados
- Los resultados fueron publicados por la página oficial de la FPA.[6]